# European Architecture Students Assembly
Das European Architecture Students Assembly (EASA) ist ein Treffen für Architektur-Studenten aus über 40 europäischen Ländern, das jeden Sommer in einem anderen Gastgeberland stattfindet. Es dauert üblicherweise zwei Wochen und wird von einer Gruppe von Studenten des jeweiligen Gastgeberlandes organisiert. Es besteht aus Workshops, Vorträgen, Ausstellungen und Vernetzungsveranstaltungen, zu denen Gäste aus dem vorwiegend akademischen Feld eingeladen sind. Jährlich nehmen circa 400 Teilnehmer teil. EASA wurde 1981 in England gegründet.

## Organisation
EASA ist basisdemokratisch strukturiert. Es gibt keine formale Struktur wie einen Verein oder ähnliches. Vom jeweiligen Land übernehmen ein bis zwei National Contacts (NCs) die Koordination. Bei NC-Meetings wird von diesen entschieden, welches das nächste Austragungsland ist. Die Gastgeber legen die Anzahl der Plätze für die einzelnen Länder sowie die Höhe der Teilnahmegebühr fest. Außer der Teilnahmegebühr wird das Treffen durch Förderungen und Sponsorgelder finanziert. 
Zwischen den Sommerevents findet zumindest ein einwöchiges Intermediate National Contact Meeting (INCM) statt. Die INCMs finden üblicherweise jeden Herbst statt. Bei diesen Treffen diskutieren die National Contacts aller Teilnehmerländer über vergangene Veranstaltungen, über die weitere Entwicklung von EASA, über die Grundsätze (EASA Guide) und allfällige die Organisation betreffende Themen. Ein wichtiger Bestandteil dieser Treffen sind auch immer die Bewerbungen (biddings) von potenziellen Gastgeberländern (sowohl von EASA als auch INCM), die in zeitintensiven Sitzungen ausführlich diskutiert werden. Die Entscheidung aus diesen Diskussionen wird grundsätzlich konsensual gefällt. Die INCMs bilden gewissermaßen das Rückgrat von EASA.

## EASA Sommerevents
- 1981 Liverpool, England: Starting up the EASA Experience
- 1982 Delft, Niederlande: Architecture of an Uncertain Future
- 1983 Lissabon, Portugal: Social Spaces
- 1984 Aarhus, Dänemark: Turning point in Architecture
- 1985 Athen, Griechenland: Interpretation and Action in the City
- 1986 Torino, Italien: Architecturi Latenti
- 1987 Helsinki, Finnland: Architecture and Nature
- 1988 Berlin, BRD: The Dimension Between
- 1989 Marseille, Frankreich: Heritage et Creativé
- 1990 Karlskrona, Schweden: Exploration
- 1991 Verkotourie und Kolomna, UDSSR: Regeneration (Diese Veranstaltung fand an zwei Orten statt)
- 1992 Ürgüp, Türkei: Vision 2000 Environment
- 1993 Sandwick, Schottland: The Isle
- 1994 Liège, Belgien: Consommer l'Inconsumable
- 1995 Zamość, Polen: Beyond the Borders
- 1996 Clermont-l'Hérault, Frankreich: Dream Builders!
- 1997 The Train, Skandinavien: Advancing Architecture (Diese Veranstaltung fand an Bord eines Zuges statt, der durch Dänemark, Schweden und Norwegen fuhr)
- 1998 Valletta, Malta: Living on the Edge
- 1999 Kavala, Griechenland: Osmosis
- 2000 Antwerpen und Rotterdam, Belgien/Niederlande: Dis-Similarities
- 2001 Gökceada, Türkei: No Theme
- 2002 Vis, Kroatien: Senses
- 2003 Friland, Dänemark: Sustainable Living
- 2004 Roubaix, Frankreich: Metropolitan – Micropolitain
- 2005 Bergün, Schweiz: Trans, Transit, Transition
- 2006 Budapest, Ungarn: Common Place
- 2007 Elefsina, Griechenland: City Index
- 2008 Dublin-Letterfrack, Irland: Adaptation
- 2009 Brescia, Italien: supermARCHet
- 2010 Manchester, England: Identity
- 2011 Cádiz, Spanien: deCOASTruction
- 2012 Helsinki, Finnland: Wastelands
- 2013 Žužemberk, Slowenien: Reaction
- 2014 Veliko Tarnowo, Bulgarien: Symbioza
- 2015 Valletta, Malta: Links
- 2016 Nida, Litauen: Not Yet Decided

## Intermediate National Contact Meetings
- 1985 Barcelona, Spanien
- 1986 Wien, Österreich
- 1987 Budapest, Ungarn
- 1988 Oslo, Norwegen
- 1989 Krakau, Polen
- 1991 Berlin, BRD (Lichterfelder Statement)
- 1992 Torino, Italien
- 1993 Ljubljana, Slowenien
- 1994 Tallinn, Estland
- 1995 Zürich, Schweiz
- 1996 Istanbul, Türkei
- 1997 Sinaia, Rumänien
- 1998 Sandomierz, Polen
- 1999 Mannheim, BRD
- 2000 Tal-Fanal, Gozo, Malta
- 2001 Berlin, Deutschland
- 2002 Bornholm, Dänemark
- 2003 Ljubljana, Slowenien
- 2004 Belgrad, Serbien
- 2005 Brighton, Vereinigtes Königreich
- 2006 Moskau, Russland
- 2007 Motovun, Kroatien
- 2008 Nicosia, Zypern
- 2009 Schaan, Liechtenstein
- 2010 Kopenhagen, Dänemark
- 2011 Baku, Aserbaidschan
- 2012 Wien, Österreich
- 2013 Bukarest, Rumänien
- 2014 Berlin, Deutschland
- 2015 Glasgow, Schottland